# Exu Marabô
Exu Marabô é uma falange de exus da Umbanda e da Quimbanda.

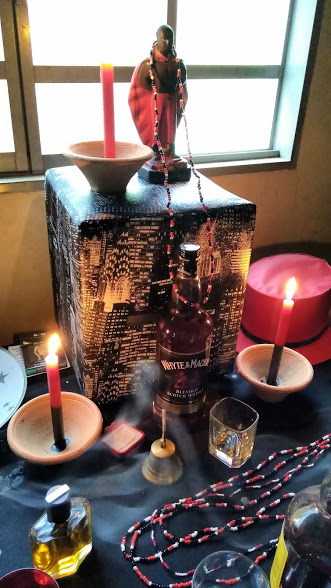
imagem do Seu Marabô.

É um dos exus considerados "cabeça de legião", sendo membro da serventia direta de Oxóssi.